# Nathan Rafferty
Nathan Rafferty (Coalisland, 17 januari 2000) is een Noord-Ierse darter die uitkomt voor de PDC.

## Carrière
Rafferty maakte zijn debuut op een tv-tornooi tijdens de UK Open 2018, waar hij Jason Mold versloeg in de tweede ronde, waarna hij de titelhouder Peter Wright uitschakelde in de derde ronde, om in de volgende ronde te verliezen van Robert Owen.
Rafferty won in zijn carrière negen Development Tour titels, één in 2018 en 2019, twee in 2021 en zelfs vijf in 2022. Hij won ook al een Challenge Tour titel.
Door de winst in de Development Tour van 2021 wist Rafferty zich te kwalificeren voor de Grand Slam of Darts 2021, waar hij werd geloot in Groep A samen met Gerwyn Price, Krzysztof Ratajski en Martin Schindler. Rafferty verloor zijn eerste wedstrijd nipt van Price maar wist te winnen van Ratajski en Schindler, waardoor hij zich plaatste voor de volgende ronde. Daar werd hij uitgeschakeld door Jonny Clayton.
In januari 2022 wist Rafferty een tourcard te bemachtigen door in de top 13 van de UK Q-School Order of Merit te eindigen.

## Resultaten op Wereldkampioenschappen

### PDC
- 2023: Laatste 64 (verloren van Michael Smith met 0-3)

### PDC World Youth Championship
- 2017: Laatste 64 (verloren van Jarred Cole met 2-6)
- 2018: Groepsfase (verloren van Conor Mayes met 3-5, verloren van Nico Schlund met 0-5)
- 2019: Laatste 16 (verloren van Callan Rydz met 5-6)
- 2020: Kwartfinale (verloren van Niels Zonneveld met 2-6)
- 2021: Runner-up (verloren van Ted Evetts met 4-6)
- 2022: Laatste 32 (verloren van Daniel Perry met 4-6)
- 2023: Laatste 16 (verloren van Wessel Nijman met 0-6)
- 2024: Kwartfinale (verloren van Gian van Veen met 4-6)